# 卢度世
卢度世（419年—471年），字子迁，范阳郡涿县（今河北省涿州市）人，出自范阳卢氏北祖，北魏散骑常侍、固安宣侯卢玄嫡长子，北魏官员。

## 生平
卢度世年幼时就很聪明颖达，很有谋略权术，以中书学生的身份被选入东宫任官，二十岁左右，与堂兄卢遐都以学识和德行为当时的名流看重。
国史之狱爆发后，卢度世因为是崔浩的表侄，放弃官职逃亡到高阳郡郑罴家中，郑罴将他藏了起来。北魏的官吏囚禁了郑罴的长子，将要用杖击和鞭打来拷问他。郑罴告诫儿子说：“君子成全仁德可以不顾自己的生命，你即便死也别说。”郑罴的儿子遵守了父亲的命令，因此被刑讯，官吏用火烧他的身体，最终也没有半句言语而死。魏太武帝拓跋焘进攻刘宋时，宋文帝刘义隆派遣殿中将军黄延年前去出使。魏太武帝向黄延年询问说：“范阳卢度世因为是崔浩的亲戚，逃命到江南，应该已经到那儿了吗？”黄延年回答说：“京师里没听说过，必定没到。”魏太武帝下诏让太子拓跋晃赦免卢度世及范阳卢氏中逃亡后财产被没收的族人，卢度世这才出来，回到平城，被授任中书侍郎，承袭了固安子的爵位。卢度世命令自己的弟弟娶了郑罴的妹妹，来报答郑罴的恩惠。
兴安年间，卢度世兼任太常卿，兴安二年（453年），魏文成帝拓跋濬派遣卢度世持节在辽西郡改葬昭太后父亲辽西献王常澄，树立墓碑建立庙宇，安置守墓人一百家，加号镇远将军，晋封为固安侯。后来拜官散骑侍郎，于和平元年（460年）十一月与员外郎朱安兴出使宋孝武帝刘骏，宋孝武帝派侍中柳元景接见卢度世，卢度世应对不合准则，回到北魏后被监禁审核，几年后才被释放，被任命为假节、镇远将军、济州刺史，济州与刘宋接壤，双方将士数次互相侵掠。卢度世于是禁止部下侵犯刘宋，归还对方的俘虏，双方边境才得以安宁。卢度世后来因为犯罪被囚禁，很久以后才返回故乡，不久被征召进京城，拜官平东将军、青州刺史，还未上任就染上疾病。延兴元年（471年），卢度世去世，虚岁五十三，谥号惠侯。
卢玄有五个儿子，嫡生的儿子只有卢度世一人，其余都是庶子。国史之狱事发后，卢度世的庶兄弟们常常想加害于他，卢度世经常深深的愤恨。等到卢度世有了儿子，每每告诫命令儿子们不要纳妾生庶子，即便有庶子也不可以让他们长大，以防后患。卢度世诸子与婢女小妾所生的儿子，即便形貌相像，也不养育。这种做法遭到有识之人的非议。
卢度世是李氏的外甥，任济州刺史时，北魏刚刚平定升城，无盐人房崇吉的母亲傅氏是卢度世继外祖母哥哥的儿媳妇，兖州刺史申纂的妻子贾氏是房崇吉姑姑的女儿，都国破家亡在外，年老多病憔悴不堪。卢度世考虑到和她们的亲戚关系，表达了恭敬抚恤的心意，每次探望傅氏，跪着询问她的起居情况，随着时令奉送衣被和食物，也对贾氏救济赡养，供应衣物膳食。青州被北魏攻陷后，居住在当地的清河崔氏诸人家道衰败，卢度世收留救赎了其中很多人。

## 其他
卢度世与辛绍先、游明根、李承等人互相非常友善。

## 禁婚家
唐朝显庆四年，唐高宗下诏禁止包括卢度世四个儿子后裔在内的七姓十家自己做主互相通婚。

## 家族

### 父母
- 卢玄，北魏散骑常侍、固安宣侯
- 李氏[16]

### 夫人
- 清河崔氏，北魏散骑常侍、大鸿胪卿、使持节、平东将军、青冀二州刺史、清河侯崔赜之女[31]

### 子女
- 卢渊，北魏秘书监、固安懿伯
- 卢敏，北魏议郎
- 卢昶，北魏散骑常侍、镇西将军、雍州刺史
- 卢尚之，北魏前将军、光禄大夫
- 卢氏，嫁北魏侍中、镇南将军、秦益二州刺史、东郡庄王陆定国[32][33]